# Ghiacciaio Sylwester
Il ghiacciaio Sylwester è un ampio ghiacciaio lungo circa 8 km situato nella regione meridionale della Terra di Oates, nell'Antartide orientale. Il ghiacciaio, il cui punto più alto si trova a circa 2400 m s.l.m., si trova all'estremità meridionale dei monti della Regina Elisabetta, nell'entroterra della costa di Shackleton, e fluisce verso nord a partire direttamente dall'Altopiano Antartico, scorrendo tra i nunatak Jacobs, a ovest, e i colli MacAlpine, a est, per poi unire il proprio flusso a quello del ghiacciaio Law.

## Storia
Il ghiacciaio Sylwester è stato mappato da membri dello United States Geological Survey (USGS) grazie a fotografie aeree scattate dalla marina militare statunitense nel periodo 1960-62, e così battezzato dal Comitato consultivo dei nomi antartici in onore di David L. Sylwester, un fisico dell'atmosfera del Programma Antartico degli Stati Uniti d'America di stanza alla base di ricerca Amundsen-Scott nell'inverno del 1961 e alla stazione Byrd nell'estate del periodo 1961-62.